# Watseka (Illinois)
Watseka es una ciudad ubicada en el condado de Iroquois en el estado estadounidense de Illinois. En el Censo de 2010 tenía una población de 5255 habitantes y una densidad poblacional de 665,02 personas por km².

## Geografía
Watseka se encuentra ubicada en las coordenadas 40°46′29″N 87°43′46″O / 40.77472, -87.72944. Según la Oficina del Censo de los Estados Unidos, Watseka tiene una superficie total de 7.9 km², de la cual 7.9 km² corresponden a tierra firme y (0%) 0 km² es agua.

## Demografía
Según el censo de 2010, había 5255 personas residiendo en Watseka. La densidad de población era de 665,02 hab./km². De los 5255 habitantes, Watseka estaba compuesto por el 95.07% blancos, el 0.78% eran afroamericanos, el 0.19% eran amerindios, el 0.69% eran asiáticos, el 0% eran isleños del Pacífico, el 1.75% eran de otras razas y el 1.52% pertenecían a dos o más razas. Del total de la población el 3.6% eran hispanos o latinos de cualquier raza.